# (23118) 2000 AU27
(23118) 2000 AU27 è un asteroide troiano di Giove del campo greco. Scoperto nel 2000, presenta un'orbita caratterizzata da un semiasse maggiore pari a 5,186162 UA e da un'eccentricità di 0,204877, inclinata di 3,685943° rispetto all'eclittica.